# Gelelemend
Gelelemend (1737-1811), également connu sous les noms de Killbuck ou John Killbuck Jr., est un important chef Lenape qui a appuyé les rebelles américains durant la guerre d'indépendance américaine. Son nom signifie « un chef de file ». Né dans les hauts du clan de la tortue[Quoi ?], qui avait la responsabilité de diriger la tribu, il devient chef principal des Lenapes en novembre 1778, à la suite du décès de White Eyes, un chef de guerre et président du conseil des Delawares. Gelelemend succède à son grand-père maternel Netawatwees.
En raison d'attaques américaines contre les Lenapes pendant la guerre, les chefs d'autres clans se sont alliés aux Britanniques. Après avoir été repoussé comme chef principal, Gelelemend a mené une attaque américaine sur un grand village Lenape et s'est replié au Fort Pitt. Après la guerre, il s'est converti au christianisme dans une mission Morave à Salem (Ohio), où il a pris le nom chrétien de « William Henry ».